# Ліпгартен
Ліпгартен (нім. Liepgarten) — громада в Німеччині, розташована в землі Мекленбург-Передня Померанія. Входить до складу району Передня Померанія-Грайфсвальд. Складова частина об'єднання громад Ам-Штеттінер-Гафф.
Площа — 32,81 км2. Населення становить 774 ос. (станом на 31 грудня 2020).